# 잔스칼 전쟁
잔스칼 전쟁(일본어: ザンスカール戦争)은 TV 애니메이션 《기동전사 V 건담》 등의 작품에 등장하는 가공의 전쟁이다. 스페이스 콜로니 국가인 잔스칼 제국과 레지스탕스 운동 조직인 리가 밀리티어, 지구연방군 간에 벌어진 전쟁이다.

## 같이 보기
- 기동전사 V 건담
- 잔스칼 제국